# 1969 en bande dessinée
| Années de la bande dessinée : 1966 - 1967 - 1968 - 1969 - 1970 - 1971 - 1972    |
| Décennies de la bande dessinée : 1930 - 1940 - 1950 - 1960 - 1970 - 1980 - 1990 |

Cet article présente les faits marquants de l'année 1969 en bande dessinée.

## Évènements
- 3 mars : Vaillant, le journal de Pif devient Pif Gadget et lance entre autres le personnage de Rahan.
- 8 juin : Première apparition de Fantomiald, l'identité de super-héros de Donald Duck, créée par le scénariste italien Guido Martina.

## Nouveaux albums
Voir aussi : Albums de bande dessinée sortis en 1969

### Franco-Belge
| Sortie | Titre                  | Scénariste    | Dessinateur   | Coloriste | Éditeur |
| ------ | ---------------------- | ------------- | ------------- | --------- | ------- |
|        | Astérix et le Chaudron | René Goscinny | Albert Uderzo |           | Dargaud |
|        | Astérix en Hispanie    | René Goscinny | Albert Uderzo |           | Dargaud |

### Comics
| Sortie | Titre       | Scénariste | Dessinateur | Coloriste | Éditeur |
| ------ | ----------- | ---------- | ----------- | --------- | ------- |
| ?      | à compléter |            |             |           |         |
| ?      | …           |            |             |           |         |

### Mangas
| Sortie | Titre       | Scénariste | Dessinateur | Coloriste | Éditeur |
| ------ | ----------- | ---------- | ----------- | --------- | ------- |
| ?      | à compléter |            |             |           |         |
| ?      | …           |            |             |           |         |

## Naissances
- 14 février : Patrick Lacan
- 13 mars : Christophe Quet
- 21 mars : Christophe Gaultier
- 22 mars : Alexander C. Irvine, scénariste de comics
- 29 mars : Jérôme Eho
- 6 mai : Manu Larcenet, auteur français (Le Combat ordinaire, Le Retour à la terre, Bill Baroud)
- 31 mai : Jean-Philippe Peyraud
- 1er juin : Olivier Pont, auteur français (Où le regard ne porte pas...)
- 10 juin : Manu Boisteau, dessinateur
- 12 juin : Denis Falque
- 26 juin : Hub
- 30 juin : Nicolas Mitric
- 11 juillet : Alex Baladi, auteur suisse
- 16 juillet : Christophe Cazenove, scénariste
- 13 août : Enrico Marini, auteur italien né en Suisse (Gipsy, Le Scorpion)
- 24 août : Christophe Bec
- 1er septembre : Fred Bernard
- 14 octobre : Brandon Peterson, dessinateur de comics
- 22 novembre : Marjane Satrapi, auteur iranienne (Persepolis, Poulet aux prunes)
- 28 novembre : Jean-David Morvan, scénariste français (Sillage, Nomad, La Mandiguerre)
- 29 novembre : Greg Rucka, scénariste de comics
- 30 novembre : Alexandre Kha
- 15 décembre : Rick Law, illustrateur américain (Beyond The Veil)

- Naissances de Andrice Arp, Tony Harris, David Ballon, Olivier Berlion, Gary Frank, Big Ben, Bloz, Lucie Durbiano et Nicolas Mahler

## Décès
- 24 juin : Frank King auteur du comic strip Gasoline Alley
- 1er septembre : Auguste Liquois